# Sekarmadji Maridjan Kartosoewirjo
Sukamarji Kartosuviryo (ur. 1905, zm. 1962) – indonezyjski działacz polityczny, muzułmański maksymalista, przywódca powstania z roku 1948, które wybuchło na Zachodniej Jawie i miało na celu przemianę Indonezji w państwo zarządzane prawami islamu. Przyczynami powstania były zarówno nienawiść miejscowej ludności do okupantów holenderskich, jak i ogólne niezadowolenie wszystkich warstw społeczeństwa – a przede wszystkim rolników – z ciężkiej sytuacji ekonomicznej państwa.
Kartosuviryo zasłynął pośród swoich zwolenników jako kalifatulla – namiestnik Boga na ziemi, mahdi, pojmowanie którego łączyło się w ludowej mitologii z Ratu Adil – sprawiedliwym księciem, który miał się objawić na Jawie, aby zaprowadzić na niej sprawiedliwe rządy. Karosuviryo głosił idee hidżry – opuszczenia świata, na którym panują niewierni (w tym przypadku holenderscy kolonizatorzy). Dając za przykład Proroka Mahometa, który opuścił Mekkę i udał się do Medyny, nauczał, iż każdy muzułmanin powinien odcinać się od niewiernych, oczyścić się duchowo poprzez powrót do islamu w najczystszej formie oraz ogłosić dżihad w celu przemiany najpierw Indonezji, a następnie całego świata w królestwo podległe prawu muzułmańskiemu – szariatowi. Takie „opuszczenie” powinno przyjąć formę wzmocnienia współpracy między wszystkimi muzułmanami, zjednoczonymi jednością pomysłów i spraw we wszystkich dziedzinach życia.
W 1936 S. Kartosuviryo opublikował broszurę, której większa część została poświęcona zagadnieniu hidżry. Hidżra miała być obowiązkiem każdego muzułmanina w celu jego rzeczywistego zbawienia i zwycięstwa oraz miała łączyć się z dżihadem prowadzonym w imię świętości szariatu. Dodać należy, że u Kartosuviryo pojęcie dżihadu utraciło cechy dżihadu wojującego.